# 동서로 (양산시)
동서로(Dongseo-ro)는 경상남도 양산시 삼성동 신기로사거리에서 양산시 동면 월평교차로 를 잇는 경상남도의 도로이다.

## 주요 경유지
경상남도
- 양산시 (삼성동 . 중앙동 . 동면)

부산광역시
- 기장군 (정관읍)

## 노선
| 이름                   | 접속 노선     | 소재지        | 소재지        | 소재지        | 비고          |
| 공단로와 직결          | 공단로와 직결 | 공단로와 직결 | 공단로와 직결 | 공단로와 직결 | 공단로와 직결 |
| ---------------------- | ------------- | ------------- | ------------- | ------------- | ------------- |
| 신기로사거리           | 신기로        | 양산시        | 삼성동        | 삼성동        |               |
| 명곡교                 |               | 양산시        | 중앙동        | 중앙동        |               |
| 명곡 교차로 (명곡IC교) | 내송2길       | 양산시        | 중앙동        | 중앙동        |               |
| 법기터널               |               | 양산시        | 중앙동        | 중앙동        | 연장 2,075m   |
| 법기터널               | 동면          | 양산시        |               |               | 연장 2,075m   |
| 법기1교                |               | 양산시        |               |               |               |
| 법기 교차로            | 법기로        | 양산시        |               |               |               |
| 개곡교                 |               | 양산시        |               |               |               |
| 월평 교차로            | 웅상대로      | 부산광역시    | 기장군        | 정관읍        |               |
| 정관로와 직결          |               |               |               |               |               |

## 주요 건물 및 시설
- 현대오일뱅크 법기주유소 (동서로 346/명곡동 88-1)